# Mumia księżniczki perskiej

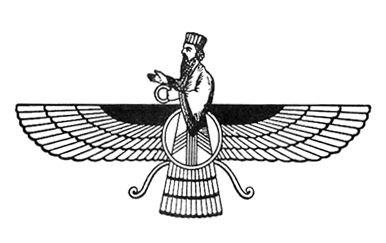
Faravahar – symbol zaratusztrianizmu zdobiący trumnę księżniczki perskiej

Księżniczka perska lub mumia perska – zmumifikowane zwłoki domniemanej perskiej księżniczki odkryte w pakistańskim Beludżystanie w październiku 2000 roku. Po ogromnym rozgłosie medialnym, jaki nadano znalezisku, w wyniku dalszych badań mumia okazała się archeologicznym fałszerstwem, w którym posłużono się najprawdopodobniej ciałem ofiary współczesnego morderstwa.

## Odkrycie
Mumia perska została odkryta 19 października 2000 w następstwie doniesienia otrzymanego przez stosowne pakistańskie władze, iż niejaki Ali Akbar posiada kasety wideo z nagraniem mumii przeznaczonej do nielegalnej sprzedaży na czarnym rynku. Akbar doprowadził policję do domu przywódcy plemiennego Waliego Mohammeda Reekiego w beludżystańskim Kharanie, niedaleko granicy z Afganistanem. Reeki opowiedział funkcjonariuszom, że otrzymał ciało od Irańczyka nazwiskiem Szarif Szah Bakhi, który rzekomo odnalazł je po trzęsieniu ziemi w Kwecie. Mumię zamierzano sprzedać na czarnym rynku starożytnych zabytków za równowartość 11 do 30 milionów dolarów. Akbar i Reeki zostali oskarżeni o naruszenie przepisów o ochronie zabytków, co jest przestępstwem zagrożonym w Pakistanie karą pozbawienia wolności do lat dziesięciu.

## Identyfikacja
26 października 2000 roku na specjalnie zwołanej konferencji prasowej pakistański archeolog dr Ahmad Hasan Dani z Uniwersytetu Quaid-i-Azam w Islamabadzie ogłosił, że mumia najprawdopodobniej jest  ciałem kobiety z królewskiego rodu, pochodzącym z około 600 roku p.n.e.
Zwłoki zostały zabalsamowane w sposób charakterystyczny dla starożytnego Egiptu i pochowane w złoconej, drewnianej trumnie z inskrypcją w piśmie klinowym wyrytą wewnątrz kamiennego sarkofagu. Trumna ozdobiona była dużym, rzeźbionym wyobrażeniem faravaharu - uskrzydlonego dysku będącego jednym z najważniejszych symboli religijnych zaratusztrianizmu. Mumia spoczywała na warstwie mieszaniny wosku i miodu, przykryta kamienną płytą. Na jej skroniach umieszczona była złota korona. Inskrypcja na napierśniku głosiła, iż było to ciało stosunkowo mało znanej Rodugune, córki władcy perskiego Kserksesa I, członkini królewskiego rodu Achemenidów (Jam jest córką Wielkiego Króla Kserksesa. Jam jest Rodugune, alternatywna wersja tłumaczenia: Jam jest Ruduamna lub Rudumna).
Archeolodzy wysunęli przypuszczenie, że kobieta ta mogła być egipską księżniczką, którą poślubił perski książę, bądź też córką króla perskiego Cyrusa Wielkiego z dynastii Achemenidów. Dotąd jednak nie było dowodów na stosowanie w Persji mumifikacji, będącej praktyką pogrzebową charakterystyczną dla cywilizacji egipskiej.

## Spór o własność
Po ogłoszeniu odkrycia władze Iranu oraz Pakistanu rozpoczęły spór o prawo własności starożytnego ciała. Irańska Organizacja Dziedzictwa Kulturalnego ogłosiła, że mumia jako szczątki członkini perskiej rodziny królewskiej - musi zostać zwrócona Iranowi. Pakistański Departament Archeologii był jednak zdania, że skoro mumia została odkryta na terenie Beludżystanu, powinna pozostać w Pakistanie. Swoje żądania wysunęli również afgańscy Talibowie. Ludność Kwety domagała się od policji ponownego sprowadzenia ciała do miasta.
Ostatecznie w listopadzie 2000 roku mumia została wystawiona na widok publiczny w Muzeum Narodowym Pakistanu.

## Wątpliwości
Informacje o odkryciu perskiej mumii zachęciły amerykańskiego archeologa Oscara White’a Muscarellę do ujawnienia incydentu, do jakiego doszło w marcu tamtego roku, kiedy miał on okazję obejrzeć fotografie podobnej mumii. Amanollah Riggi, pośrednik pracujący w imieniu niezidentyfikowanego pakistańskiego handlarza antykami, zwrócił się wówczas do niego przedstawiając jej właścicieli jako zaratusztriańską rodzinę, która nabyła ciało gdzieś na wsi. Sprzedawca twierdził na podstawie inskrypcji klinowej na napierśniku, iż jest to ciało córki króla Kserksesa. Tekst klinowy na napierśniku zawierał fragment znajdującej się w zachodnim Iranie słynnej inskrypcji naskalnej z Behistunu. Inskrypcja behistuńska powstała za rządów Dariusza Wielkiego – króla, którego panowanie przypada na okres późniejszy niż Cyrusa.  Muscarella, będący ekspertem w wykrywaniu perskich oszustw archeologicznych, zauważył, że zdobienia wyrzeźbione na trumnie posiadały szereg błędów - rozety były zbyt duże, prawdopodobnie z racji tego, iż były bezpośrednio skopiowane z monumentu. Bóg Ahura Mazda (Faravahar) – również zdecydowanie zbyt dużych rozmiarów, był wyrzeźbiony w błędny sposób - jego broda była prosto ścięta, dłonie obłe i pozbawione detali, a dwie spirale poniżej skrzydeł były zastąpione pierścieniami. Wg Muscarelli, podobne błędy widywał na wielu sfałszowanych antykach perskich. Kiedy przedstawiciel handlarza przesłał fragment trumny niezbędny do datowania izotopowego, wykonane badanie wykazało, że trumna liczy sobie najwyżej 250 lat. Muscarella, podejrzewając fałszerstwo, zerwał kontakt z handlarzem oraz poinformował o incydencie Interpol i FBI.
Kiedy dyrektor Instytutu Cywilizacji Azjatyckich w Islamabadzie dr Ahmad Hasan Dani poddał trumnę badaniu, doszedł do wniosku, że nie jest ona tak stara jak ciało. Podkład, na którym spoczywała mumia, liczył sobie najwyżej 5 lat; w dodatku w sarkofagu wykryto nienaturalnie wysoką zawartość radioaktywnego węgla C14 - którą mogły wywołać tylko i wyłącznie naziemne testy jądrowe przeprowadzane po latach 60. Dani skontaktował się wówczas z dr Asmą Ibrahim, kustoszem Muzeum Narodowego Pakistanu w Karaczi, która przeprowadziła dokładniejsze badania. Po oczyszczeniu trumny z kurzu, okazało się, że w zakamarkach rzeźbień znajdowały się ślady współczesnego ołówka grafitowego, opracowanego dopiero w XIX wieku, co wykluczyło całkowicie możliwość powstania trumny w starożytności.
Inskrypcja napisana była w sposób niezgodny z zasadami gramatyki języka perskiego. Według prof. Nicholasa Sims-Williamsa pewne drobne błędy gramatyczne w inskrypcji były łatwo wytłumaczalne, jako że ówcześni kamieniarze i złotnicy - będący z niższych warstw społecznych - byli analfabetami, którzy tylko żłobili zaprezentowaną im inskrypcję nie rozumiejąc jej. Kolejny odkryty błąd przez niego był trudny do wytłumaczenia - starożytny język perski zawierał bowiem odmiany czasowników przez przypadki. Fałszerze, zapominając o końcówkach wyrazów, wyżłobili inskrypcję „Ja być córka Kserkses wielki król” zamiast „Jestem córką wielkiego króla Kserksesa”. Trzeci i najpoważniejszy błąd był całkowicie niewytłumaczalny - imię księżniczki, zamiast w prawie nieznanej, staroperskiej formie Wardegauna zapisano w późniejszej greckiej wersji Rhodugune, która używana była dopiero po podbiciu Persji przez Greków - długo po tym, jak Ruduamna zmarła.
Tomografia komputerowa oraz badanie rentgenowskie przeprowadzone w Szpitalu Aghi Khana wskazywały, że mumifikacja, wbrew wcześniejszym przypuszczeniom, nie została przeprowadzona zgodnie z egipskimi zwyczajami. Dr. Bob Brier, egiptolog z uniwersytetu Long Island, odkrył na podstawie zdjęć rentgenowskich i tomograficznych szereg poważnych nieprawidłowości. Przede wszystkim, mumia osoby tak wysoko urodzonej zostałaby z pewnością wykonana przez profesjonalistów, świetnie znających swój fach; mumię perską ocenił na niezbyt dobrze wykonaną. Mózg powinien był zostać najpierw zmiękczony poprzez zniszczenie kości sitowej, a następnie wsadzenie do niego prętu i szybkie nim obracanie, do momentu aż upłynniony mózg wypłynie z nozdrzy. Na zdjęciach natomiast, kość sitowa jest nieuszkodzona, a sam mózg wyciągnięto przez podniebienie -  miażdżąc w ten sposób wiele kości wewnątrz czaszki, co potencjalnie mogłoby zbyt mocno uszkodzić mumię.
Nacięcie na brzuchu służące do wyjęcia narządów powinno mieć co najwyżej 8 centymetrów i być wykonane pod brzuchem, natomiast na perskiej mumii nacięcie miało aż 20 centymetrów i znajdowało się w okolicy mostka. Fałszerze popełnili też karygodny błąd podczas usuwania organów - w prawdziwej egipskiej mumii nie mogło pozostać nic poza sercem, gdyż egipcjanie uważali ten organ za miejsce, gdzie w człowieku przebywa jego dusza, jak i rozum. Serce musiało zostać w człowieku także po śmierci, aby w zaświatach zmarły był zdolny do rozumowania i mowy - i wypowiedzenia zaklęcia, które miało odtworzyć jego ciało. W perskiej mumii serce zostało usunięte, co wykluczyło możliwość jakoby to egipcjanie mogli być twórcami mumii - żaden egipski mumifikator nie zaryzykowałby bowiem zniszczenia duszy ludzkiej, a co dopiero zemsty zza grobu. Ścięgna w kosteczkach słuchowych były nienaruszone rozkładem, co nie przystawało do przyjętej uprzednio datacji – nawet w zmumifikowanych zwłokach nie przetrwałyby one dłużej niż 5 lat.

## Dalsze losy ciała
W opublikowanym 17 kwietnia 2001 roku raporcie Ibrahim stwierdza, iż Perska Księżniczka była w rzeczywistości współcześnie żyjącą kobietą zmarłą w wieku około 21 lat,  prawdopodobnie w 1998 lub 1999 roku. Przyczyną śmierci było przypuszczalnie uderzenie tępym narzędziem w szyję. Jej zęby zostały przed śmiercią usunięte, a staw biodrowy, kość miedniczna oraz kręgosłup uszkodzone, zanim ciało wypełniono wodorowęglanem sodu i solą. Policja rozpoczęła śledztwo w sprawie podejrzenia o popełnienie morderstwa, w wyniku którego zatrzymano w Beludżystanie wielu podejrzanych.
Ciałem kobiety zajęła się pakistańska fundacja Edhi, która 17 kwietnia 2001 przeprowadziła stosowną ceremonię pogrzebową.